# Сан Гаетано (Венеција)
Сан Гаетано је насеље у Италији у округу Венеција, региону Венето.
Према процени из 2011. у насељу је живело 92 становника. Насеље се налази на надморској висини од 2 м.